# Deje
Deje is een plaats in de gemeente Forshaga in het landschap Värmland en de provincie Värmlands län in Zweden. De plaats heeft 2783 inwoners (2005) en een oppervlakte van 370 hectare.

## Verkeer en vervoer

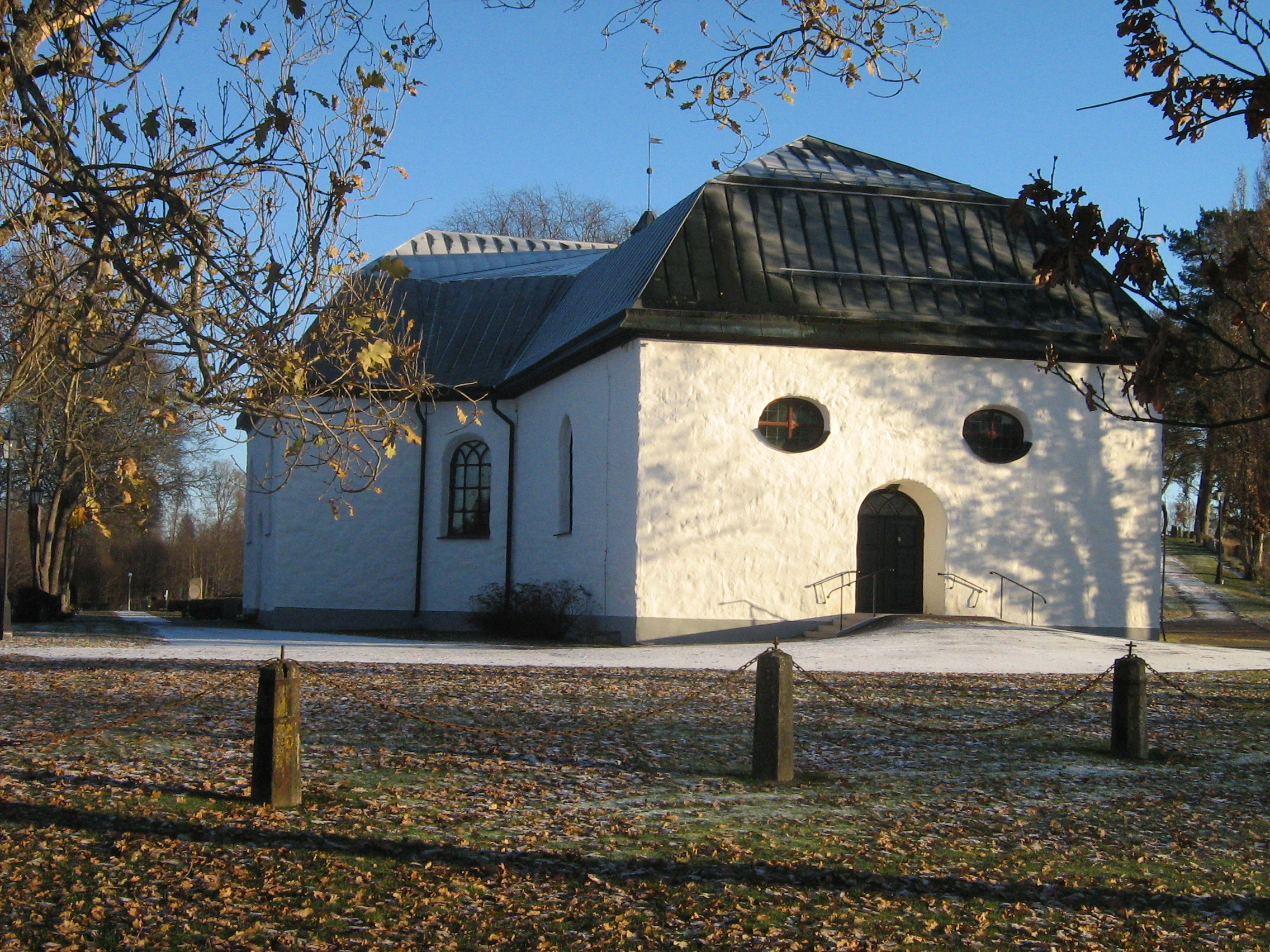
Kerk

Bij de plaats loopt de Riksväg 62.
De plaats ligt aan een spoorlijn.